# اؤدیک
اؤدیک (به هلندی: Odijk) یک منطقهٔ مسکونی در هلند است که در بونیک واقع شده‌است.